# Alexei Evgrafovich Favorski
Alexei Evgrafovich Favorski, também chamado de Favorski (em russo:  Алексе́й Евгра́фович Фаво́рский); 20 de fevereiro de 1860 – 8 de agosto de 1945) foi um químico russo-soviético.